# Tomasz Makowski
Tomasz Artur Makowski (1970.) poljski je knjižničar i povjesničar, direktor Nacionalne knjižnice Poljske i predsjednik Državnog vijeća knjižnica, predsjednik Vijeća za nacionalni knjižničarski fond imenovanog od strane Ministarstva kulture i nacionalne baštine Poljske.  
Makowski radi u Nacionalnoj knjižnici od 1994. godine. Član je upravnog odbora velikog broja organizacija i institucija u Poljskoj i inozemstvu, na primjer The European Library, nacionalni odbor UNESCO Memory of the World i puno drugih. 
2005. godine bio je kustos prve monografske izložbe o Knjižnici Zamoyskih. Radio je kao adiunkt na Sveučilištu kardinala Stefana Wyszyńskog.  
Objavio je tri knjige i brojne članke. Bavi se uglavno poviješću knjižnica i rukopisa. 